# Corinth, Mississippi
Corinth là một thành phố thuộc quận Alcorn, tiểu bang Mississippi, Hoa Kỳ. Năm 2010, dân số của thành phố này là 14 573 người.

## Dân số
- Dân số năm 2000: 14 062 người.
- Dân số năm 2010: 14 573 người.